# Friedrich von Strahlenberg

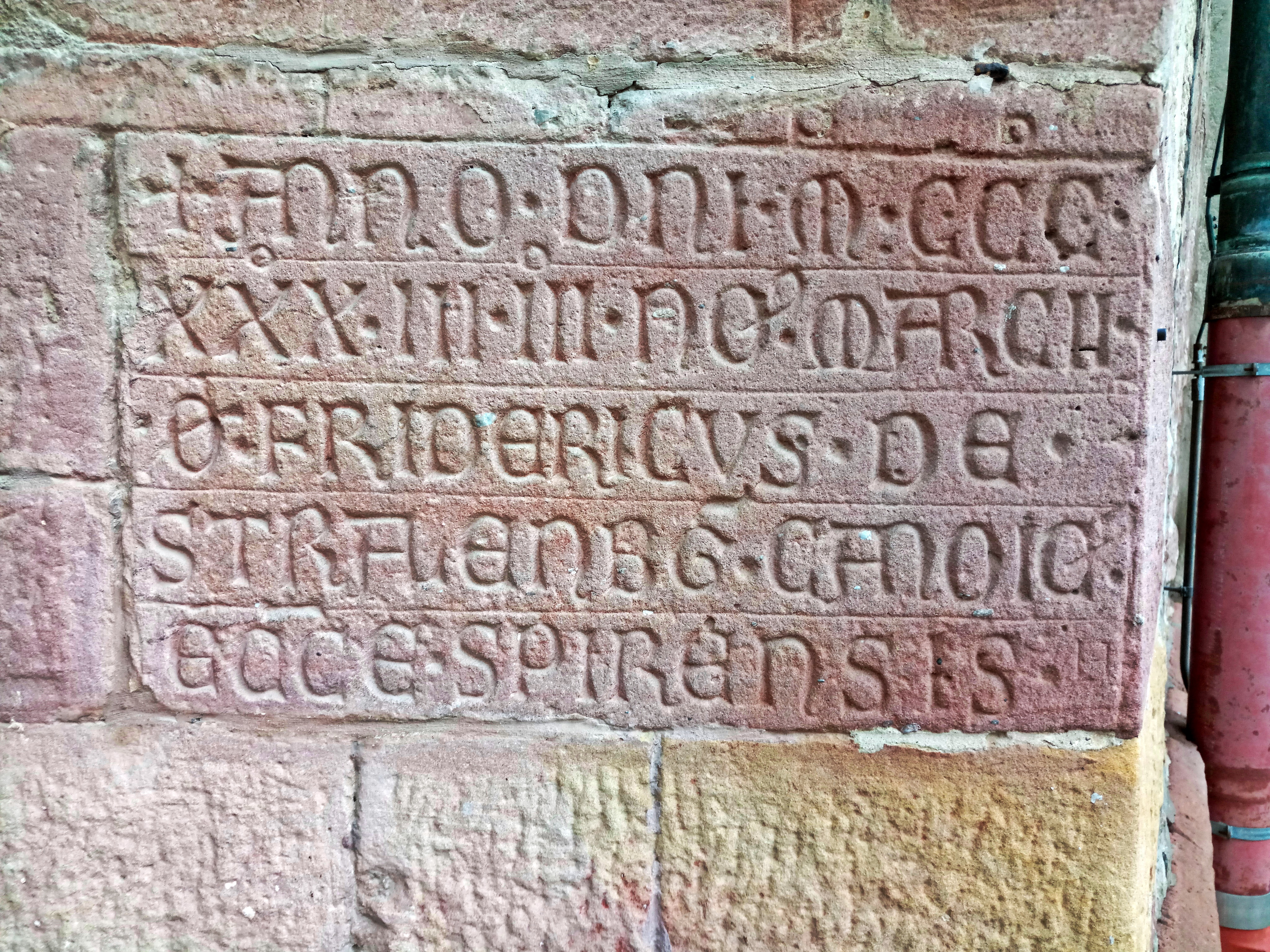
Gedenkinschrift, Speyerer Dom, Südseite

Friedrich von Strahlenberg († 5. März 1333) war ein Geistlicher aus dem Adelsgeschlecht von Strahlenberg, mit Sitz auf der Strahlenburg bei Schriesheim.

## Herkunft und Wirken
Er wurde geboren als Sohn des Conrad II. von Strahlenberg und seiner Frau Agnes. Des Vaters Bruder war der Wormser Bischof Eberhard von Strahlenberg († 1293).
Friedrich von Strahlenberg schlug die geistliche Laufbahn ein und erscheint ab 1309 als Domherr zu Speyer sowie ab 1320 in Straßburg. 
Am südöstlichen Langhausportal des Speyerer Domes hat sich im Türgewände eine zeitgenössische Gedenkinschrift an ihn erhalten, die seinen Tod für den 5. März 1333 festhält. 